# 2024 în Siria

Harta ofensivei din nord-vestul Siriei

Evenimente din anul 2024 în Siria.

## Conducători
- Președinte: Bashar al-Assad[1] (până la 8 decembrie); vacant (din 8 decembrie)
- Vicepreședinte: Najah al-Attar (până la 8 decembrie); vacant (din 8 decembrie)
- Prim-ministru: Hussein Arnous (până la 14 septembrie); Mohammad Ghazi al-Jalali (până la 10 decembrie); Mohammed al-Bashir (din 10 decembrie)

## Evenimente

### Ianuarie
- 20 ianuarie – Asasinarea lui Sadegh Omidzadeh: Israelul a lansat patru rachete împotriva unei clădiri rezidențiale din Damasc, ucigând patru membri ai Corpului Gărzii Revoluționare Islamice (CGRI) și o altă persoană.[2][3]
- 28 ianuarie – Trei soldați americani sunt uciși și alți 47 sunt răniți într-un atac cu dronă asupra unei baze americane din Rukban, guvernoratul Mafraq, Iordania, lângă granița cu Siria, de către militanții Rezistenței Islamice din Irak.

### Februarie
- 1 februarie – Conform oficialilor americani, au fost aprobate planuri americane pentru lovituri de mai multe zile în Irak și Siria împotriva mai multor ținte, inclusiv personal și instalații iraniene.[4]
- 2 februarie – Lovituri americane în Irak și Siria:
  - SUA lansează atacuri aeriene ca represalii contra milițiilor susținute de Iran în Irak și Siria, ca răspuns la un atac care a ucis trei trupe americane în Iordania.[5]
- 5 februarie – Un atac cu dronă împotriva unei baze militare americane din guvernoratul Deir ez-Zor a ucis șapte luptători ai Forțelor Democratice Siriene și a rănit alți 18. Rezistența islamică din Irak revendică responsabilitatea.[6]
- 25 februarie – Doi membri Hezbollah au fost uciși de o lovitură israeliană în Al-Qusayr.[7]

### Martie
- 1 martie – Un atac aerian israelian în orașul Baniyas a ucis trei persoane, inclusiv un comandant de teren CGRI.[8]
- 16 martie – Cel puțin 16 vânători de trufe, inclusiv nouă femei, sunt uciși în explozia unei mine în nordul orașului Raqqa. Probabil mina a fost plantată de Statul Islamic.[9]
- 17 martie – Israelul lansează atacuri aeriene în sudul Siriei. Agenția de stat siriană de mass-media SANA a afirmat că atacurile au ca rezultat rănirea unui soldat și puține „pierderi materiale”.[10]
- 26 martie – Forțele de Apărare Israeliene (IDF) au bombardat Siria, ucigând un ofițer al Forței Al-Quds și alți 15 militanți. [11]
- 29 martie – Un atac aerian israelian care a vizat Aeroportul Internațional Aleppo a ucis 36-38 de soldați sirieni și șase luptători Hezbollah. Incidentul marchează cel mai mortal atac israelian asupra Siriei din 2021.[12]

### Aprilie
- 1 aprilie – Atentatul israelian asupra ambasadei Iranului din Damasc: un atac aerian israelian care a vizat ambasada Iranului din Damasc a ucis opt membri ai CGRI, inclusiv generalul de brigadă Mohammad Reza Zahedi.[13][14]
- 6 aprilie – Șapte copii au fost uciși în Guvernoratul Daraa când o bombă de pe marginea drumului a explodat.[15]
- 19 aprilie – Rachete probabil lansate de IDF ar fi lovit locuri din apropierea orașului iranian Isfahan, locuri din Irak și instalații radar din Siria.[16]

### Mai
- 2 mai – Mai multe persoane au fost rănite în presupuse atacuri aeriene israeliene asupra Damascului, primul atac după atacul asupra consulatului iranian din aprilie.[17]
- 25 mai – O persoană a fost ucisă într-un atentat cu mașina cu bombă în Mezzeh, Damasc.[18]

### Iunie
- 6 iunie – Un autobuz școlar s-a scufundat în râul Oronte lângă Darkush, guvernoratul Idlib, cel puțin șase copii au decedat.[19]
- 11 iunie – Forțele de securitate irakiene, în cooperare cu forțele coaliției conduse de SUA, l-au ucis pe Abu Zainab, un membru înalt al Statului Islamic, la Raqqa.[20]
- 12 iunie – Șaisprezece soldați sirieni, inclusiv un ofițer, au fost uciși în guvernoratul Homs într-un câmp minat așezat de militanții Statului Islamic și într-un atac al Statului Islamic.[21]
- 18 iunie – Un atac aerian israelian a ucis un ofițer al armatei siriene în sudul Siriei.[22]
- 20 iunie – O instanță din Suedia l-a achitat pe fostul general al armatei siriene Mohammed Hamo de acuzația de sprijin și complice la crime împotriva dreptului internațional în Războiul Civil Sirian.[23]

### Iulie
- 1 iulie – Șapte persoane au fost ucise după ce proteste anti-turcești au izbucnit în nordul Siriei ocupate de turci, în urma revoltelor anti-siriene din Turcia cu o zi mai devreme.[24]
- 3 iulie – Anchetatori din Germania și Suedia au arestat opt suspecți aliați cu guvernul președintelui sirian Bashar al-Assad pentru presupusa participare la crime împotriva umanității din Siria.[25]
- 4 iulie – Statul Islamic a ucis opt persoane, inclusiv doi civili, într-o ambuscadă asupra milițienilor pro-guvernamentali în deșertul Badiya.[26]
- 5 iulie – Luna al-Shibl, consilier special al președintelui Assad și director concomitent al birourilor sale politice și mass-media, a decedat din cauza rănilor suferite într-un accident de mașină la 2 iulie.[27]
- 9 iulie – Hezbollah a lansat zeci de rachete peste Înălțimile Golan ocupate de Israel, ucigând doi israelieni.[28]
- 14 iulie – Un soldat sirian a fost ucis și alți trei răniți în atacurile aeriene israeliene asupra districtului Kafr Sousa din Damasc și în alte zone din sudul Siriei.[29]
- 15 iulie:
  - Alegerile parlamentare din Siria din 2024.[30]
  - Muhammad Baraa Katerji, un om de afaceri asociat cu președintele Bashar al-Assad, este ucis împreună cu asistentul său într-o lovitură cu dronă israeliană lângă Al-Sabboura. [31][32]
- 16 iulie – Fostul guvernator al guvernoratului Deir ez-Zor și director al închisorii Adra, Samir Ousman al-Sheikh, a fost arestat de FBI în Los Angeles, California, pe fondul acuzațiilor de tortură și ucidere a dizidenților politici în timp ce era director și guvernator al închisorii.[33]
- 26 iulie – Italia a numit un ambasador în Siria după 12 ani, devenind prima țară G7 care a făcut acest lucru după Războiul Civil Sirian.[34]

### August
- 12 august:
  - Optsprezece milițieni proguvernamentali sunt uciși în guvernoratul Deir ez-Zor într-un atac alForțelor Democratice Siriene afiliat Consiliului Militar Deir ez-Zor.[35]
  - Un cutremur cu magnitudinea 5,0 a lovit guvernoratul Hama, ucigând o persoană.[36]
- 23 august – Abu Abdul Rahman Makki, un lider înalt al Hurras al-Din, legat de Al-Qaeda, este ucis în timpul unui atac aerian pe muntele Jabal Zawiya, guvernoratul Idlib.[37]
- 24 august – Pentru prima dată din octombrie 2023, Turcia și Rusia au reluat patrulele comune într-o parte din nordul Siriei unde a avut loc Operațiunea Izvorul Păcii.[38]

### Septembrie
- 9 septembrie – Cel puțin 25 de persoane au fost ucise și alte peste 40 sunt rănite în atacurile israeliene din timpul nopții asupra centrelor de cercetare iraniene din Masyaf[39] și din guvernoratele Tartus și Hama.[40]
- 14 septembrie – Președintele Assad l-a numit pe fostul ministru al comunicațiilor, Mohammed Ghazi Jalali, ca prim-ministru.[41]
- 17 septembrie – Cel puțin șapte persoane au fost ucise în Siria în timpul exploziilor simultane de pagere folosite în principal de membrii Hezbollah în Siria și Liban.[42]
- 22 septembrie –
  - Trei copii au fost uciși și un al patrulea copil din aceeași familie a fost rănit, după ce o mină terestră dintr-o pungă de plastic a explodat în apropierea unui parc din Manbij, guvernoratul Alep.[43]
  - Kata'ib Hezbollah a anunțat că Abu Haidar al-Khafaji, un comandant superior al grupului, a fost ucis la Damasc și a dat vina pe Israel pentru atac.[44]
- 24 septembrie – Treizeci și șapte de militanți aparținând Statului Islamic și Hurras al-Din au fost uciși în două atacuri aeriene separate ale SUA în nord-vestul țării.[45]
- 26 septembrie – Peste 22.000 de rezidenți din Liban au trecut în Siria pentru a scăpa de atacurile aeriene israeliene în curs și de potențiala escaladare a conflictului.[46]
- 27 septembrie – Israelul a lansat un atac aerian împotriva unui post al armatei siriene lângă Kfeir Yabous, ucigând cinci soldați și rănind unul.[47]
- 30 septembrie – Doisprezece luptători pro-iranieni au fost uciși în atacuri aeriene de origine necunoscută în guvernoratul Deir ez-Zor.[48]

### Octombrie
- 1 octombrie – Armata Siriană a interceptat mai multe drone și rachete în Damasc. Unele au explodat în cartierul Mezzeh, ucigând trei persoane și rănind alte nouă.[49]
- 9 octombrie – Antreprenoarea Jin Davod este distinsă cu Premiul Nansen pentru Refugiați de către Înaltul Comisariat al Națiunilor Unite pentru Refugiați.[50]
- 20 octombrie – Martirii din Damasc (opt călugări franciscani și trei frați maroniți care au fost uciși din cauza religiei lor în Siria otomană în 1860) au fost canonizați ca sfinți ai Bisericii Romano-Catolice de către Papa Francisc.[51]
- 28 octombrie – Cel puțin 35 de militanți au fost uciși în atacurile aeriene ale SUA asupra taberelor Statului Islamic din Siria.[52]

### Noiembrie
- 11 noiembrie – Armata americană a lansat lovituri în nouă locuri din două zone din Siria, vizând milițiile susținute de Iran implicate în recentele atacuri asupra personalului american. [53]
- 27 noiembrie – Hayat Tahrir al-Sham și grupuri aliate au lansat o ofensivă militară în guvernoratele Alep și Idlib.[54]
- 29 noiembrie – Ofensiva din nord-vestul Siriei (2024): rebeli antiguvernamentali ar fi intrat în orașul Alep pentru prima dată din 2016.[55]

### Decembrie
- 1 decembrie – Rebeli pro-turci ar fi preluat orașul Tell Rifaat de la forțele kurde.[56]
- 5 decembrie – Orașul Hama este preluat de rebeli în urma unei ofensive.[57]
- 7 decembrie – Bătălia de la Damasc – rebelii se aflau la 10[58] - 20 de kilometri de capitala Damasc, după ce au ocupat Guvernoratul Daraa, în sudul Siriei.[59]
- 8 decembrie – 
  - comandamentul Armatei Siriene a notificat ofițerii că regimul autoritar de 24 de ani al președintelui Bashar al-Assad a luat sfârșit. Rebelii au intrat în Damasc fără a întâmpina desfășurări militare.[60]
  - Invazia israeliană a Siriei din 2024: prim-ministrul israelian Benjamin Netanyahu ordonă IDF după prăbușirea regimului Assad să preia controlul asupra zonei tampon care o separă de forțele siriene din Înălțimile Golan care era în vigoare din 1974.[61]
- 9 decembrie – 
  - Rebelii pro-turci preiau orașul Manbij de la Forțele Democratice Siriene.[62]
  - Armata israeliană distruge mai multe nave ale marinei siriene în urma atacurilor asupra porturilor Al-Bayda și Latakia.
- 10 decembrie –  Mohammed al-Bashir este numit prim-ministru al guvernului de tranziție în urma demisiei lui Mohammad Ghazi al-Jalali.[63]
- 16 decembrie –  în deșertul sirian, lângă Deir ez-Zor, este descoperită o groapă comună care conține șaptesprezece soldați ai armatei siriene executați.[64]
- 22 decembrie –  O groapă comună a regimului Assad care conține rămășițele a nouăzeci și trei de oameni este descoperită în Qarfa, în guvernoratul Daraa, Siria.[65]

## Sărbători
Sursa:
- 1 ianuarie – Ziua de Anul Nou
- 8 martie – Ziua Revoluției
- 21 martie – Ziua Mamei
- 31 martie – Paștele Gregorian
- 10 aprilie – Eid al-Fitr
- 17 aprilie – Ziua Independenței
- 1 mai – Ziua Muncii
- 5 mai – Paștele Iulian
- 6 mai – Ziua Martirilor
- 16 iunie – Eid al-Adha
- 7 iulie – Anul nou islamic
- 15 septembrie – Ziua Profetului
- 6 octombrie – Ziua Războiului de Eliberare din Tishreen
- 25 decembrie – Ziua de Crăciun

## Decese
- 1 ianuarie – Riad al-Turk, 93 de ani, disident politic sirian.[67]